# Marcin Watoła
Marcin Watola (ur. 26 października 1875 w Chorzowie Starym, zm. 12 listopada 1923 w Chorzowie) – komendant POW GŚl., dowódca powstańczy, urzędnik Państwowej Fabryki Związków Azotowych w Chorzowie, kawaler Orderu Virtuti Militari.

## Życiorys
Urodził się 26 października 1875 roku w Chorzowie (obecnie Chorzów Stary) w rodzinie górniczej. Ukończył szkołę powszechną oraz podjął pracę w kopalni. Odbył służbę wojskową w niemieckiej kawalerii. Powrócił do pracy w kopalni, ale po wybuchu I wojny światowej ponownie trafił do wojska, walczył na froncie wschodnim.
Od 1914 działacz Towarzystwa Śpiewu "Gwiazda", a także Towarzystwa Gimnastycznego "Sokół".
Od stycznia 1919 organizator struktur Polskiej Organizacji Wojskowej Górnego Śląska w Chorzowie (obecnie Chorzów Stary). W sierpniu 1919 mianowany komendantem obwodu POW Górnego Śląska. Uczestnik I powstania śląskiego.
Działacz chorzowskiego oddziału Towarzystwa Oświaty na Śląsku im. św. Jacka. Podczas plebiscytu współpracownik Polskiego Komitetu Plebiscytowego w Chorzowie (obecnie Chorzów Stary).
Podczas II powstania śląskiego dowódca kompanii. Podczas walk o Maciejkowice (obecnie dzielnica Chorzowa) utracił swego 18-letniego syna Alojza.
Przed wybuchem III powstania śląskiego dowódca baonu w grupie taktycznej Fojkisa przemianowanej następnie na 1 Pułk Piechoty im. Józefa Piłsudskiego. Wraz z żołnierzami dowodzonego przez siebie III baonu walczył o Kędzierzyn i Port Kozielski w Kędzierzynie, a następnie w lasach w rejonie pomiędzy szlakiem kolejowym Gliwice-Kędzierzyn a szosą Sławęcice-Kędzierzyn.
Po przeformowaniu wojsk powstańczych utworzono 1. Dywizję Wojsk Powstańczych, w której składzie znalazł się 1 Pułk Piechoty z dowodzonym przez niego baonem. Wraz ze swymi żołnierzami uczestniczył w ciężkich starciach z wojskami niemieckimi w rejonie Masywu Chełmskiego i Góry św. Anny. Walcząc o zdobycie Krępna, Rozwadza i Żyrowa kilkukrotnie przeprowadzał udane kontrataki na pozycje wroga. Uczestniczył także w walkach w rejonie Leśnicy, Lichynia i Zalesia. 
W uznaniu zasług na polu walki współtowarzysze broni wybrali go komendantem Związku Byłych Powstańców Górnośląskich, późniejszego Związku Powstańców Śląskich.
Zmarł 12 listopada 1923 roku wskutek wypadku z bronią.

## Odznaczenia
Odznaczony przez marszałka Józefa Piłsudskiego Krzyżem Orderu Virtuti Militari V klasy; odznaczony także Śląską Wstęgą Waleczności i Zasługi.